# Verbena domingensis
Verbena domingensis là một loài thực vật có hoa trong họ Cỏ roi ngựa. Loài này được Urb. miêu tả khoa học đầu tiên năm 1908.